# Berzsenyi Dániel Irodalmi és Művészeti Társaság
A kaposvári Berzsenyi Dániel Irodalmi és Művészeti Társaság 1904-ben alakult, céljai között szerepel a Kárpát-medence irodalmi, képzőművészeti, tudományos életének és művelőinek, képviselőinek támogatása, a magyar nyelv és kultúra ápolása.

## Története
A Társasággal kapcsolatosan 1904-ben való megalakulása után nem sokkal a Kaposváron szereplő művészek között olyan nevek szerepelnek mint Adyé, Reinitzé, Medgyessyé. Különösen gyakran rendeztek a társaság tagjainak előadásában székfoglalókat.
Az első világháború éveiben, majd a trianoni katasztrófa idején a társaság nem hallat magáról. 1925. október 23-án alakult ujjá. Működése öt szakosztályra terjedt ki. Ezek: szépirodalmi, tudományos, szakirodalom, festőművészeti, zeneművészeti és iparművészeti szakosztályok. A társaság ügyvezető elnöke Hortobágyi Ágoston tanfelügyelő, és tiszteletbeli elnöke Rippl-Rónai József, a város világhírt szerzett festőművésze lett.
A húszas évek második felében a társaságon belül alakult meg a Berzsenyi Dániel Szobor Bizottság is, amelynek legfőbb feladata volt, hogy szobor felállításával adózzon az irodalomszerető kaposvári polgárság a nagy költő emlékének.  A bizottság megrendelte Fetter Károly dombóvári szobrásznál azt a kisméretű mellszobrot, amelyet a város legszebb parkjában, a mai Berzsenyi-parkban helyeztek el. A társaság a húszas évek végére Kaposvár szellemi központjává vált.
A Berzsenyi Társaság 1935. november 17-én meghívta az Erdélyi Szépmíves Céh néhány íróját, Nyirő József egy novelláját olvasta föl, majd Tompa László költeményeiből adott elő. Elbeszélését olvasta föl Molter Károly és Tamási Áron és Kemény János is.
1936-ban, Berzsenyi Dániel halálának százéves évfordulójára az Akadémia kiadásában megjelent a költő új kritikai kiadása. A kiadáshoz a Berzsenyi Társaság is jelentős összeggel járult hozzá.
1946 őszén Takáts Gyula elnökletével ideiglenes elnökség alakul. A Társaság vezetőségében a tiszteletbeli elnöki posztokon szerepeltek Bobánovics Jenő főispán, Tömpe István alispán, Rostás Károly polgármester, Várkonyi Nándor, Illyés Gyula és Harsányi Lajos írók is. Hamarosan fővárosi ügyvezető titkárt is választottak Borsi Darázs József személyében. Újjáalakulása után 1947. március 30-án tartotta első felolvasó ülését. Ezen Ruisz György gimnáziumi tanár a képzőművészeti irányok fejlesztéséről beszélt. Szabó Lőrinc saját versét adta elő. Pellérdi Gyula és Hárai Ferenc pedig Fodor András, Szász Imre és Lőrincz László verseiből szavaltak. Az április 26-i felolvasóülésen Tersánszky Józsi Jenő elbeszéléseit olvasták föl, Csorba Győző költeményeiből szavalt, Bohumiczky Szefi és Takáts Gyula novellákat olvastak föl. A társaság díszfelolvasó ülést szervezett a Válasz íróinak. Itt került sor többek között Németh László és Illyés Gyula felolvasásaira is.
Névadója születésének 172. évfordulójára a társaság céljai közt szerepelt a megrongálódott niklai lakóház helyreállítása, ehhez jelentős támogatást kaptak Darvas József írótól, építési- és közmunkaügyi minisztertől.
Az 564.273/1949.IV.3. számú rendeletével a belügyminiszter feloszlatta annyi más egyesülettel és virágzóan működő társasággal egyetemben a Berzsenyi Dániel Irodalmi és Művészeti Társaságot is. 1985. május 20-án tartották negyedik újjáalakuló gyűlését  a Kaposvári Városi Tanács dísztermében. A társaság elnökévé ekkor Takáts Gyulát választotta, főtitkárává pedig Kiss Dénes költő, írót. A társaság védnökei közé tartoztak Varga Imre szobrászművész, Csorba Győző költő és Martyn Ferenc festőművész is. Az újjáalakulást követő másfél esztendő elegendőnek bizonyult arra, hogy a Berzsenyi Társaság országos hatókörűvé váljék.
1993-tól a Berzsenyi Társaság a Somogy folyóirat kiadója. Eddigi szerkesztői (Szita Ferenc, dr. Várkonyi Imre, dr. Laczkó András) után Tüskés Tibor 1994-2001-ig, őt követte Varga István 2001-2008-ig, 2008-tól pedig Kósa Csaba.
2007.december 15-én tartott tisztújító közgyűlés döntése alapján elnöke újra Takáts Gyula Kossuth-díjas költő lett 2008. november 20-án bekövetkezett haláláig.
A Berzsenyi-díjban, melyet 1988-ban alapítottak eddig 40-en részesültek.
A közel hatszáz fős taglétszámú társaság erdélyi, vajdasági, kárpátaljai és felvidéki kapcsolatai az 1990-es éveket követően egyre jobban felerősödtek, állandósultak.